# لایف لامپاتر
لایف لامپاتر (انگلیسی: Leif Lampater؛ زادهٔ ۲۲ دسامبر ۱۹۸۲) دوچرخه‌سوار اهل آلمان است.